# Hafen Würzburg
Der Hafen Würzburg ist ein aus drei Teilen bestehender Hafen am Main in Würzburg.
Der Hafen Würzburg liegt zwischen Mainkilometer 245,90 und 253,03 rechts und besteht aus den drei Teilen Alter Hafen (km 250,9), Neuer Hafen (km 247,9; eingeweiht im Dezember 1937 und am 1. Oktober 1940 offiziell in Betrieb genommen) und Flußhafen. Er ist Bestandteil des größten Gewerbegebietes in Würzburg und wird seit 1969 von der Würzburger Hafen GmbH betrieben, einem Tochterunternehmen der WVV. 

## Güterverkehr

### Überblick und Kennzahlen
Die Umschlaguferlänge aller Kaianlagen zusammen beträgt über 2700 m. Es stehen insgesamt elf Hafenkräne und zwei Mobilkräne zur Verfügung. Der Hafen ist an das Gleisnetz der Deutschen Bahn angeschlossen, die in Würzburg einen wichtigen Knoten betreibt.
Im Jahr 2019 konnte der Würzburger Hafen einen Güterumschlag von insgesamt 1.166.084 Tonnen verzeichnen. Davon entfielen 892.828 t auf den Schienengüterverkehr über die Hafenbahn und 273.256 t auf die Binnenschifffahrt. Damit ist er hinter Nürnberg und Regensburg der drittgrößte bayerische Hafen.
Bedeutende im Hafen vertretene Unternehmen sind u. a. BASF Coatings, Eni Schmiertechnik, Koenig & Bauer und größere Betreiber von Getreidesilos, die teilweise die Reichsnährstandssilos aus den dreißiger Jahren nutzen. Shell und Varo Energy betreiben Tanklager im Hafen. 

### Hafenbahn

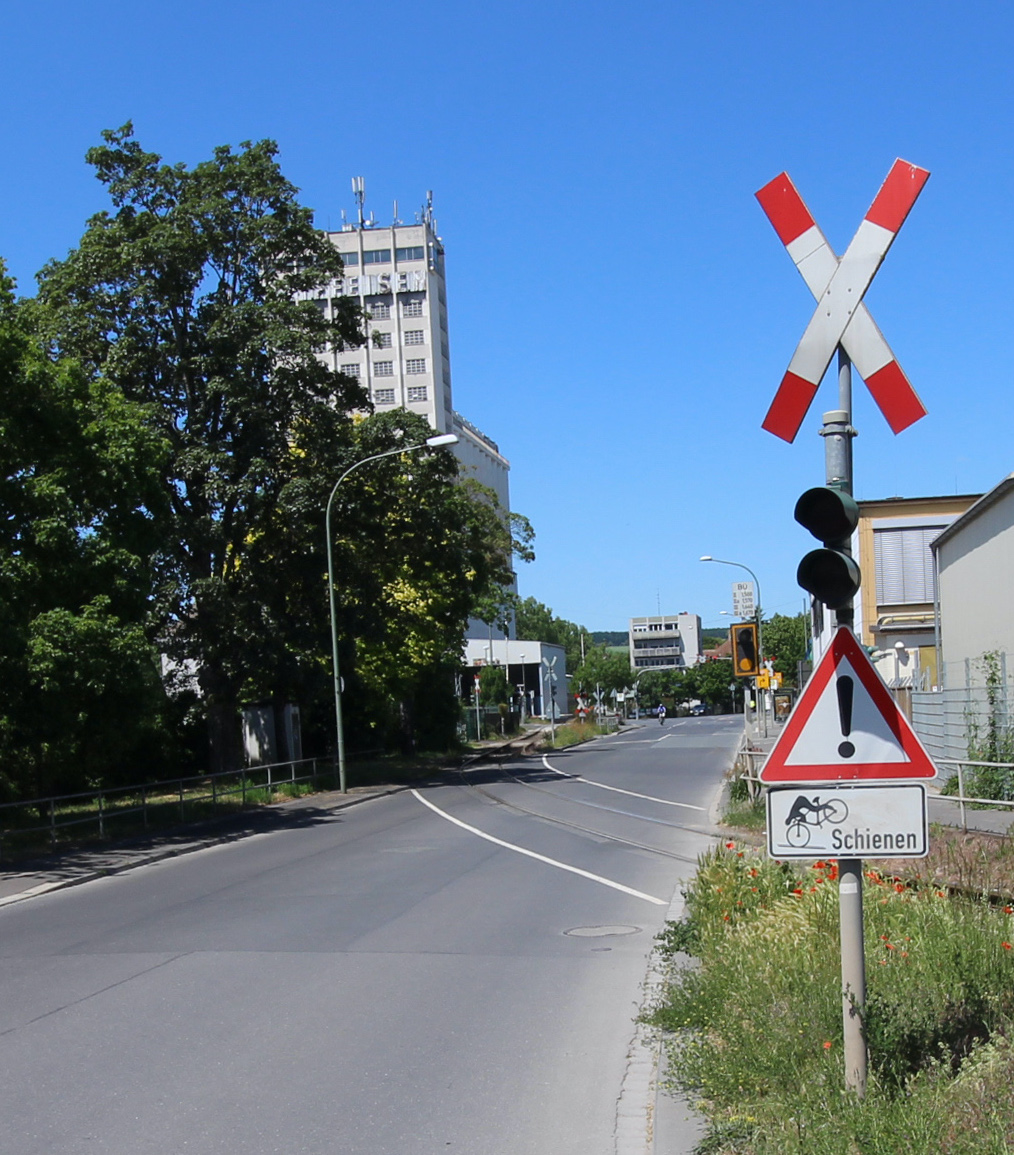
Gleis 150 erschließt weite Teile des Hafens.

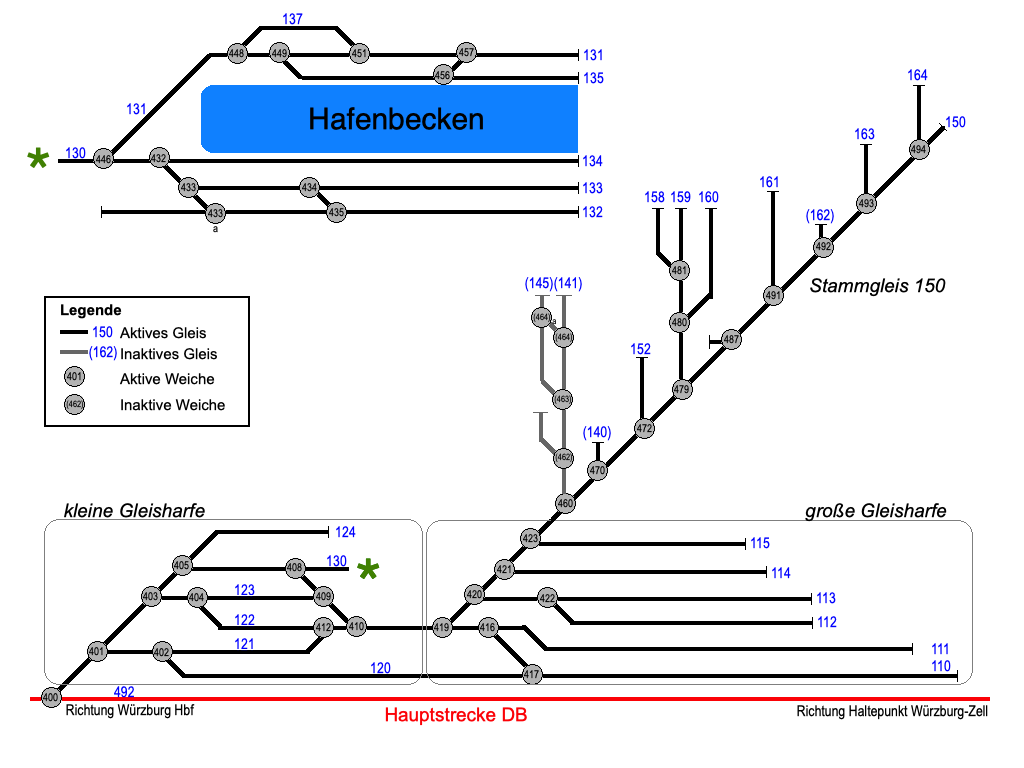
Schematischer Gleisplan der Anlagen der Hafenbahn

Die Hafenbahn (Hafeneisenbahn Würzburg HEW) wird von der Würzburger Hafen GmbH seit 1993 als Nichtbundeseigene Eisenbahn des öffentlichen Verkehrs betrieben. Angebunden ist die HEW an die Bahnstrecke Würzburg–Aschaffenburg bei Kilometer 2,582 im Rangierbahnhof Würzburg. Die Anlagenteile der Bahnanlagen umfassen eine kleine und eine große Gleisharfe, die Ladegleise zu beiden Seiten des Hauptbeckens und das Stammgleis 150, welches die Anschließer bis zum Flusshafen bedient. Die Länge des Gleisnetzes beträgt 12 km. Davon werden 1,5 km durch die jeweiligen Anschließer selbst verwaltet. Es gibt elf technisch gesicherte und sieben nicht technisch gesicherte Bahnübergänge im Netz.
Die Anlagen für die Güterumladung, die für die Hafenbahn zur Verfügung stehen, umfassen unter anderem Krananlagen, Getreideverladeanlagen, Futter- und Düngemittelumschlagsanlagen und Umfüllanlagen für Mineralölprodukte (Varo, Eni und Shell), an denen Kesselwagenganzzüge abgefertigt werden können.

## Personenverkehr
Für Flusskreuzfahrtschiffe stehen im Bereich des Würzburger Hafens drei Liegeplätze im Flusshafen, drei im Alten Hafen und zwei im Stadtzentrum im Bereich der Löwenbrücke (Mainlände) zur Verfügung, die jeweils auch mehrfach belegt werden können. Außerdem betreibt die Würzburger Hafen GmbH einen Sportbootanleger am Ludwigskai und im Alten Hafen. Im Jahr 2018 legten 1070 Kreuzfahrtschiffe in Würzburg an.
Für Ausflugsschiffe der Weißen Flotte stellt die Würzburger Hafen GmbH Anlegestellen am Alten Kranen in Richtung Veitshöchheim und am Willy-Brandt-Kai in Richtung Randersacker zur Verfügung.

## Galerie

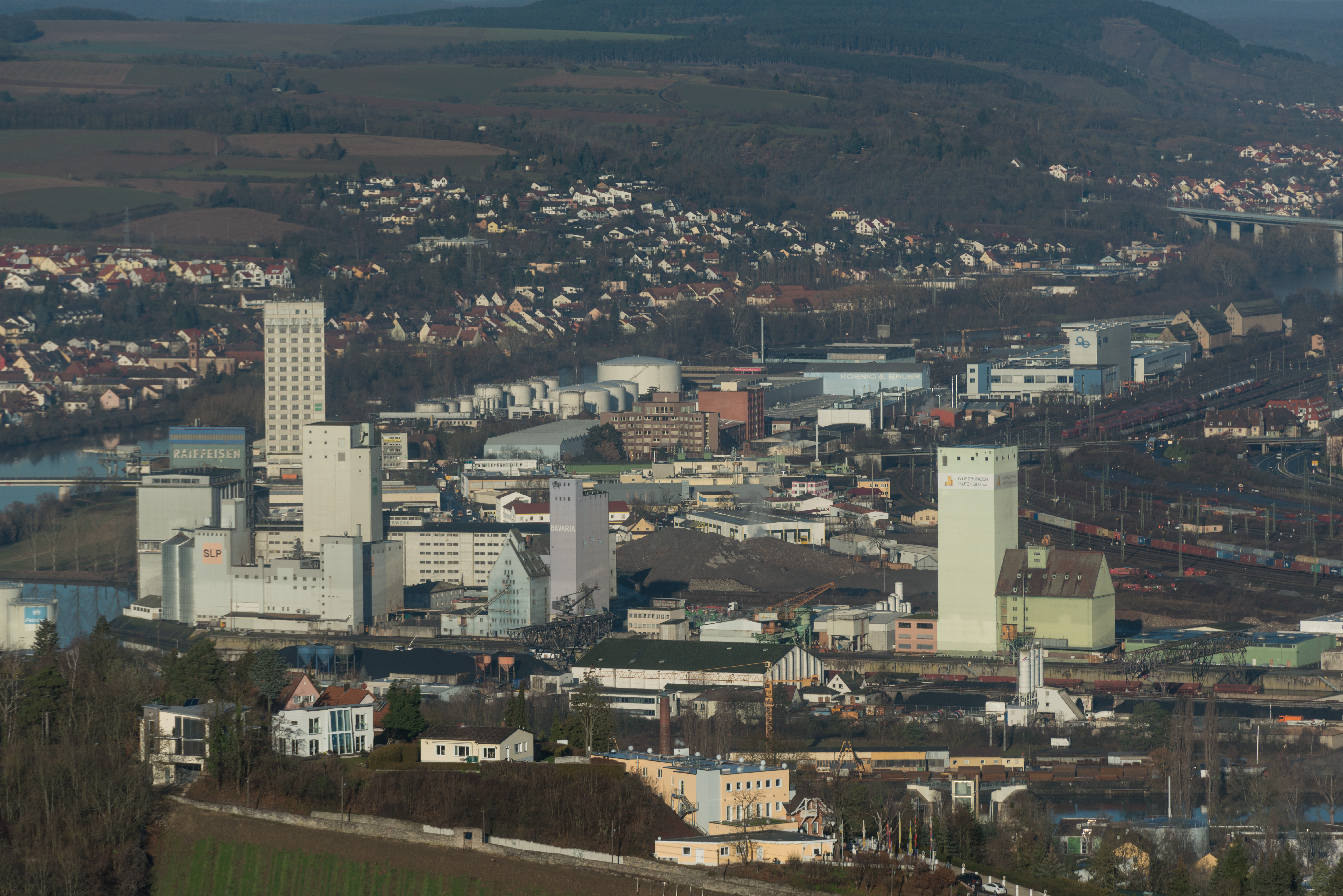
Blick auf das Hafengelände am Neuen Hafen und Flusshafen
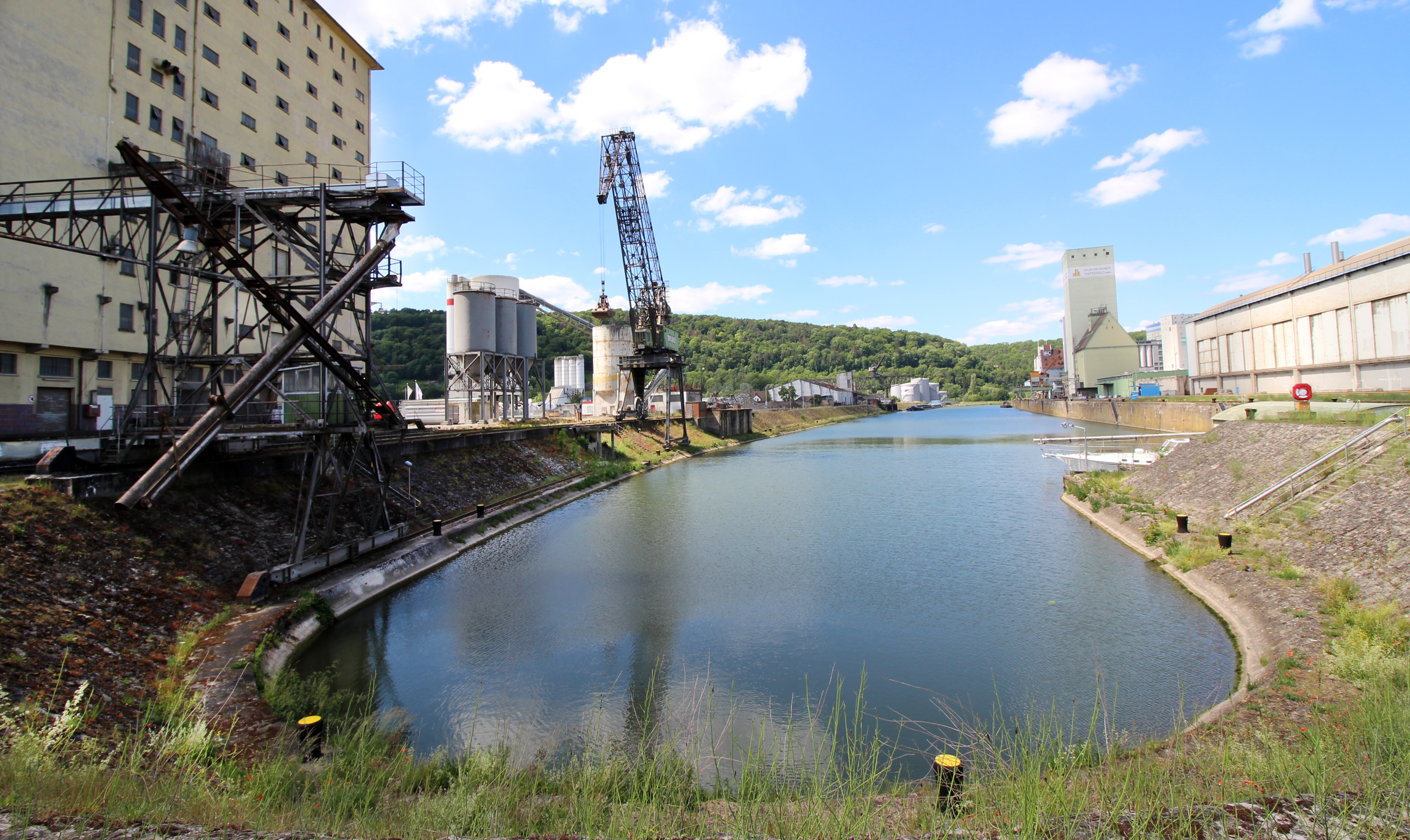
Hafenbecken im Neuen Hafen
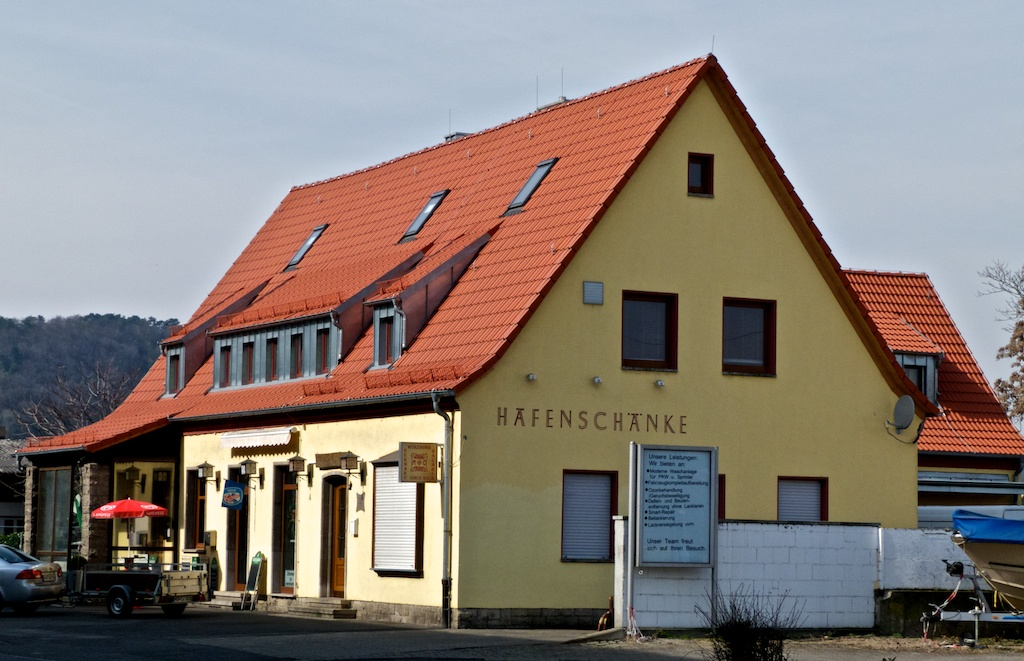
Hafenschänke im Neuen Hafen
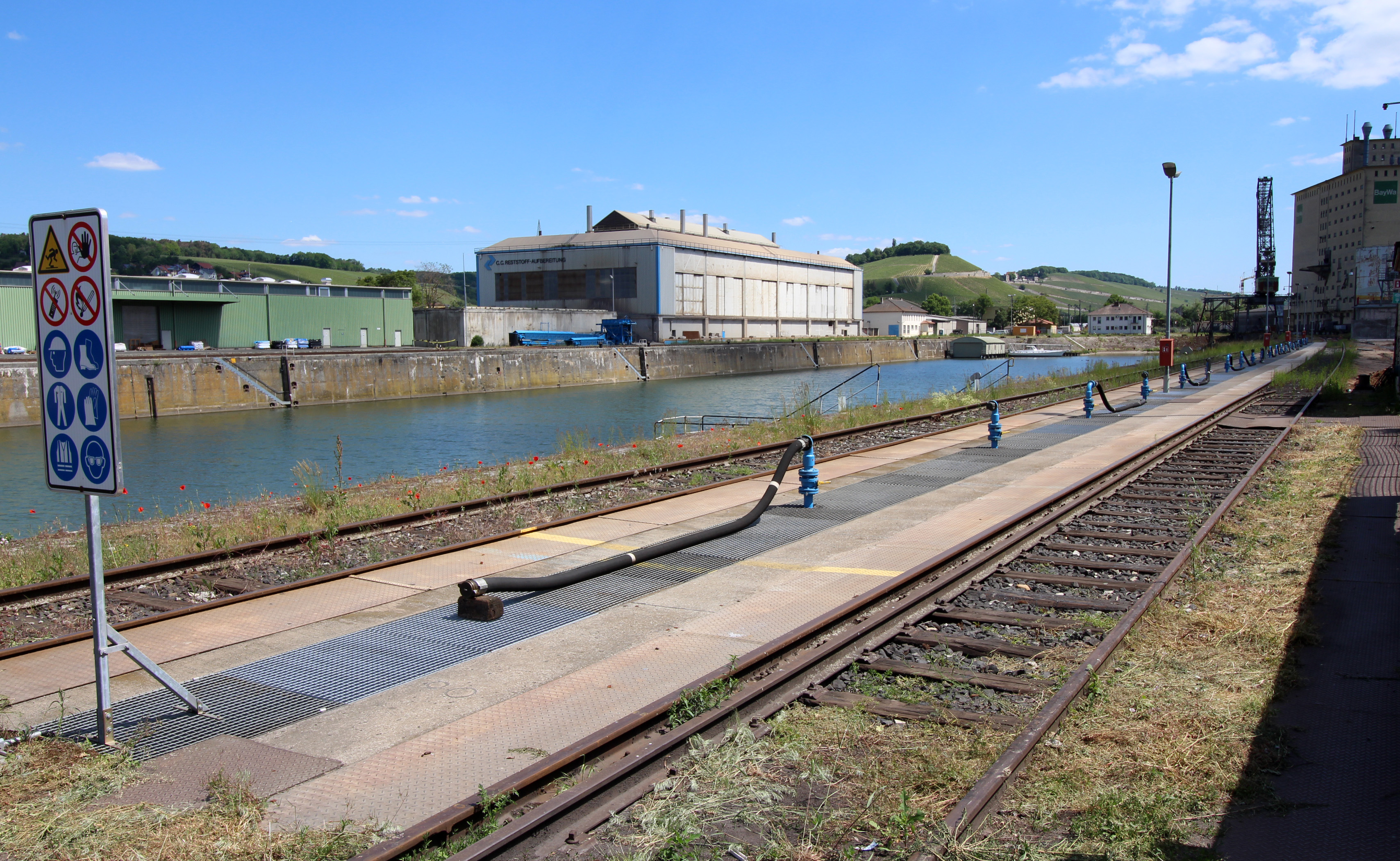
Umfüllanlage für Mineralölprodukte im Bereich der Hafenbahn
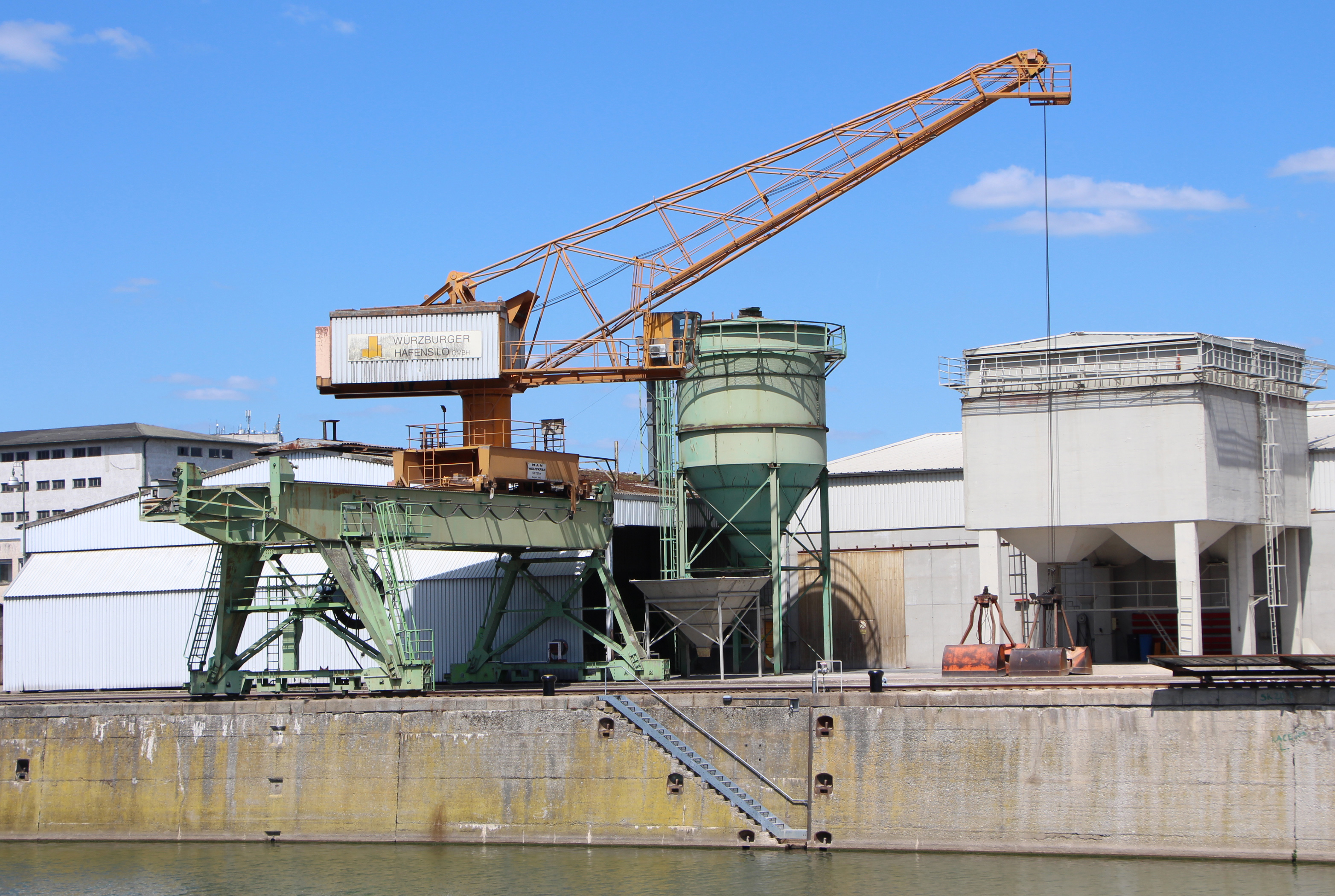
Hafenkran auf dem Gelände der Würzburger Hafensilo GmbH
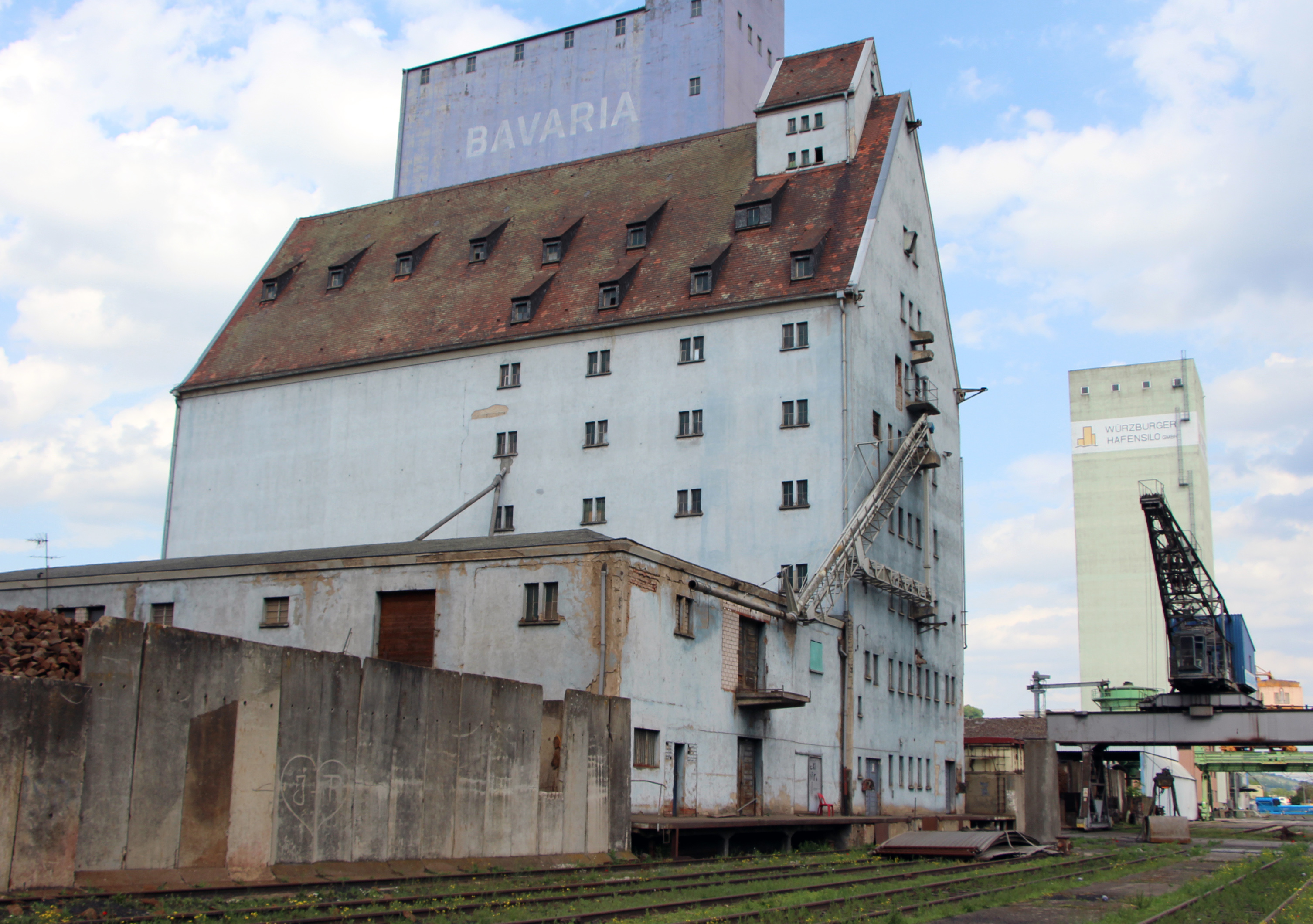
Eines der ehemaligen Reichsnährstandssilos
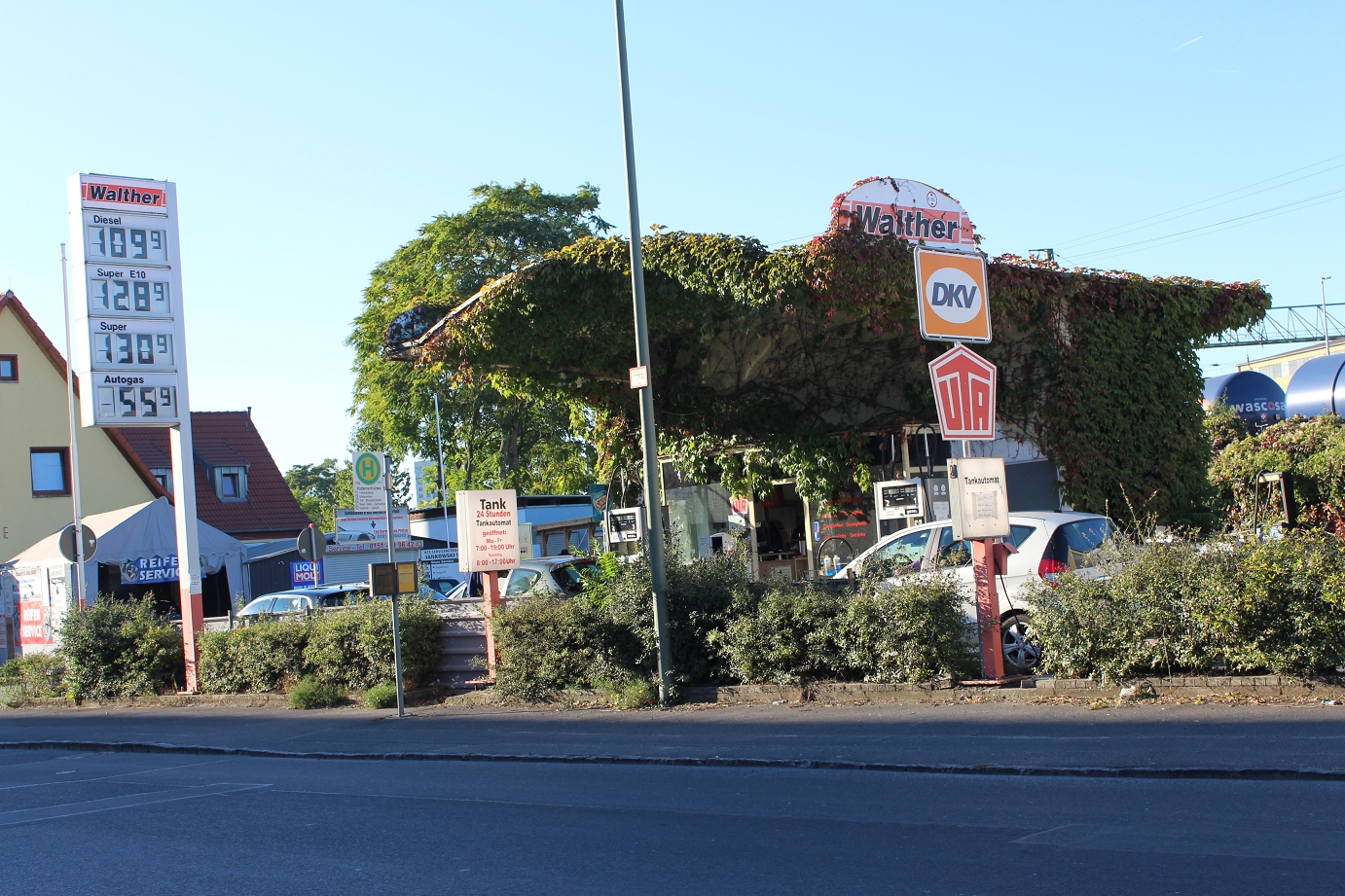
Historische Tankstelle an der nördlichen Hafenstraße, heute zu Erik Walther
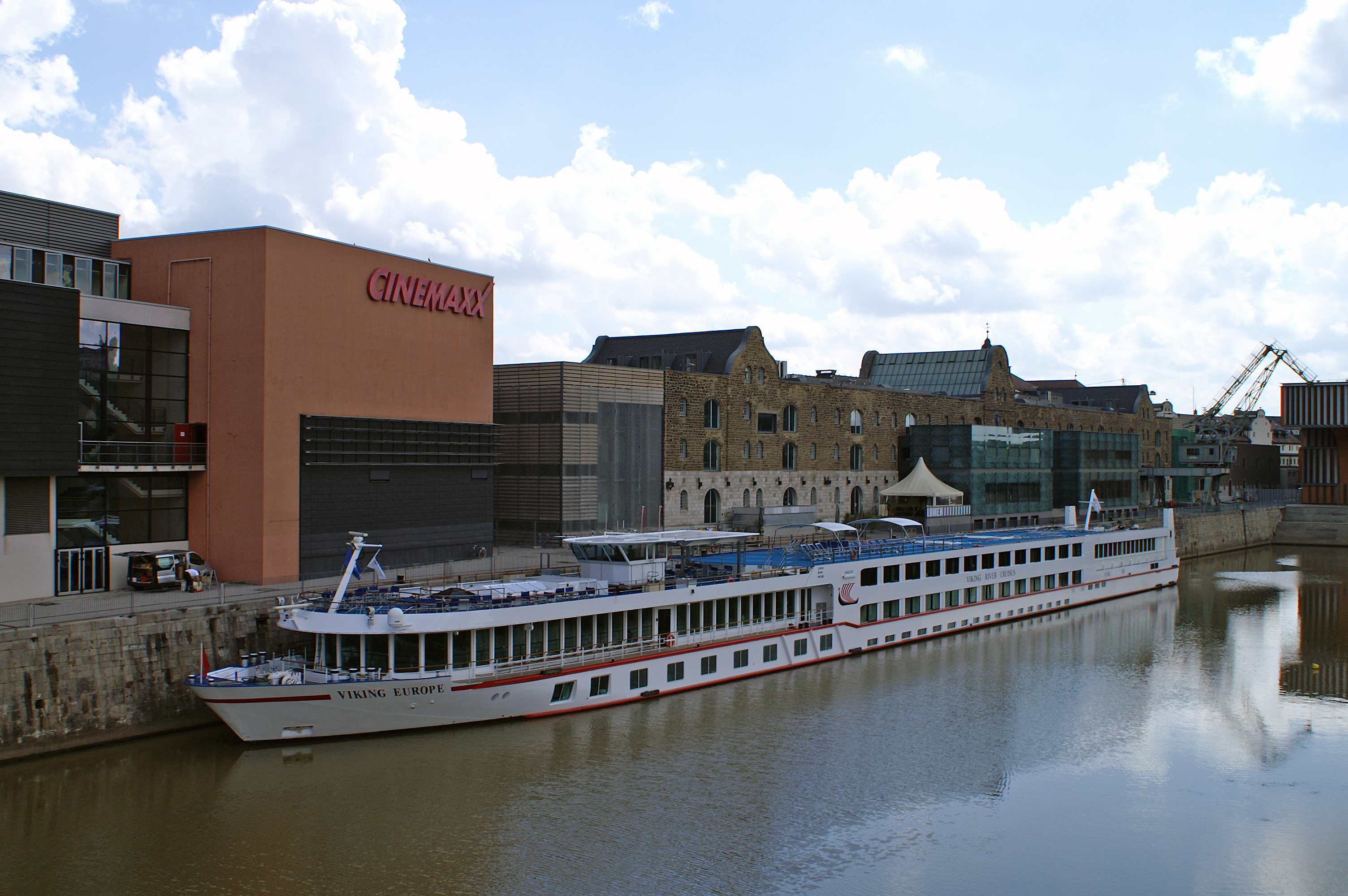
Kreuzfahrtschiff im Alten Hafen
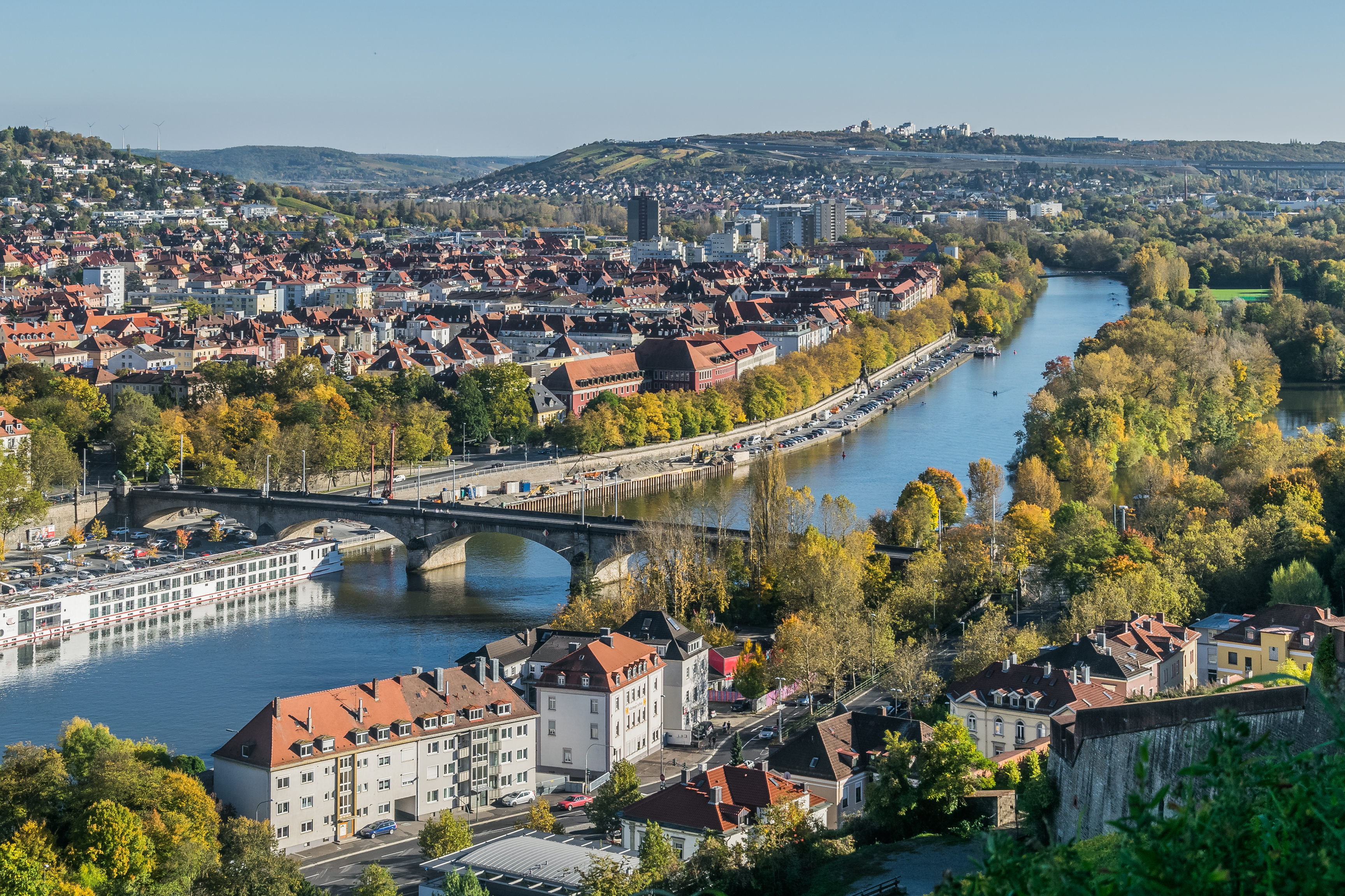
Kreuzfahrtschiff am Anlieger unter der Löwenbrücke